# Никифор III Вотаніат
Никифор III Вотаніат (грец. Νικηφόρος Γ' Βοτανειάτης, 1010 — після 1 квітня 1081, Константинополь)  — імператор Візантії з 1078 по 1081 роки.

## Життєпис
Вважалось, що походив із римської сім'ї Фабіїв. Проте достеменно відомо, що був сином Михайла Вотаніата та онуком відомого військового очільника Феофілакта Вотаніата, що з успіхом воював проти болгар. По материнській лінії ймовірно належав до впливового роду Фокадів.
Никифор Вотаніат був командиром візантійських військ у Малій Азії. У 1078 році повстає проти імператора Михайла VII. Він вперто, із своїми військами проходить до Нікеї, де оголошує себе імператором. На противагу до іншого повсталого в той час генерала — Никифора Брієннія, Никифора підтримали як знать так і духовенство.
Престарілий імператор за підтримки молодого генерала Олексія Комніна усуває супротивників. Однак не зміг витіснити сельджуків з Малої Азії.
Никифор вступив у лютому 1081 року в спір за трон уже з Олексієм Комніним, який мав чималий вплив у армії. Комнін однак виграє це протистояння, скидає Никифора з трону та засилає його в монастир. Незабаром Никифор Вотаніат був осліплений і ще через кілька місяців помер.

## Родина
Мав сина Никифора, що отримав титул себаста й був одружений з Євдокією, донькою себастократора Ісаака Комніна. Їх син звався Ісаак Комнін, таким чином прізвище «Вотаніат» зникає.